# Čukovec (żupania medzimurska)
Čukovec – wieś w Chorwacji, w żupanii medzimurskiej, w mieście Prelog. W 2011 roku liczyła 332 mieszkańców.